# Multebær
Multebær (Rubus chamaemorus) er en 8-15 cm høj, urteagtig plante, der i Danmark kun vokser i højmoser. Det er en opret, tvebo plante med enlige blomster. Især i Norge, Sverige, Finland og Estland nyder bærret stor udbredelse som spisefrugt, specielt i Estland fremhæver man multebærmarmelade som en national spise.

## Beskrivelse
Multebær er stauder med en krybende og fladedækkende vækstform. Stænglerne bærer hver to blade og én blomst. Bladene er runde med fem afrundede lapper. Bladranden er savtakket. Overside og underside af bladet er ensartet lysegrønne. Blomsterne er hvide og regelmæssige. Frugterne er bær, der i formen minder om hindbær. De er først røde, men bliver ved modenhed gule.
Rodnettet er svagt udviklet og stærkt afhængigt af kontakt med mycorrhizasvampe.
Højde x bredde og årlig tilvækst: 0,20 × 2 m (20 × 20 cm/år).

## Udbredelse
I Danmark er multebær yderst sjælden og findes kun i højmoser i Nordøstsjælland, Himmerland og Vendsyssel, eksempelvis Store Vildmose og Portlandmosen i Lille Vildmose. Planten er udbredt på hele den Nordlige halvkugle.

## Habitat
Multebær er en kræsen plante, som er nøje knyttet til sin niche. Den findes i højmoser og andre mineralfattige og sure biotoper.
Den vokser ofte sammen med bl.a. rosmarinlyng, hedelyng, revling, klokkelyng, smalbladet kæruld, tuekæruld, tranebær og flere arter af tørvemos.

## Anvendelse
Multebærfrugt er særdeles velegnede til syltning. De indeholder meget C-vitamin samt benzoesyre, som gør bærrene holdbare.
Lakka er finsk likør fremstillet af multebær. 